# Climat du Grand Est
Le climat du Grand Est est l’état moyen des conditions de l'atmosphère terrestre sur le territoire de la région Grand Est, fondé sur les moyennes et la variabilité de paramètres météorologiques (température, pression atmosphérique, précipitations, ensoleillement, humidité, vitesse du vent) pendant une période donnée, la période type de référence définie par l’Organisation météorologique mondiale étant de 30 ans.
L’étalement du relief et l’éloignement de la mer du Grand Est donnent un gradient climatique ouest-est d’océanique à continental ou sub-continental, submontagnard dans les Ardennes et la Haute-Marne et montagnard dans le massif vosgien. Les étés sont plutôt chauds et les hivers froids voire rigoureux, souvent enneigés. Avec une température moyenne de 10-11°C (qui peut s’abaisser jusqu’à 5°C dans les Vosges), l’amplitude thermique oscille d’environ 2°C (moyenne hivernale) à 18-19°C (moyenne estivale). 
Comme l'ensemble de la France métropolitaine, la région Grand Est est exposée au réchauffement climatique qui contribue à modifier les climats locaux actuels et à des effets sur l'environnement, la santé et la société. Pour respecter les deux objectifs de l'accord de Paris sur le climat (réchauffement bien en-dessous de 2 °C et de préférence limité à 1,5 °C), une réduction forte et immédiate des émissions de CO2 est indispensable, jusqu'à atteindre la neutralité carbone, seule à même de stopper le réchauffement, la France, à travers sa politique climatique, déploie différentes stratégies d'atténuation et d'adaptation), avec des objectifs spécifiques comme la réduction des émissions de gaz à effet de serre de 40 % entre 1990 et 2030 (20 % en 2019) ou la réduction de la consommation énergétique finale de 50 % en 2050 par rapport à la référence 2012 en visant un objectif intermédiaire de 20 % en 2030. Dans ce cadre le conseil régional du Grand Est crée en 2019 le GRACC, Groupe régional d’adaptation au changement climatique en Grand Est, et publie différents documents de stratégie (SRADETT) ou d'engagements. En août 2023, 150 PCAET portés par les intercommunalités étaient adoptés ou en cours d'élaboration, dont 77 obligatoires, 53 non obligatoires et 20 volontaires

## Zonages climatiques

### Zonage de Joly et al. (2010)

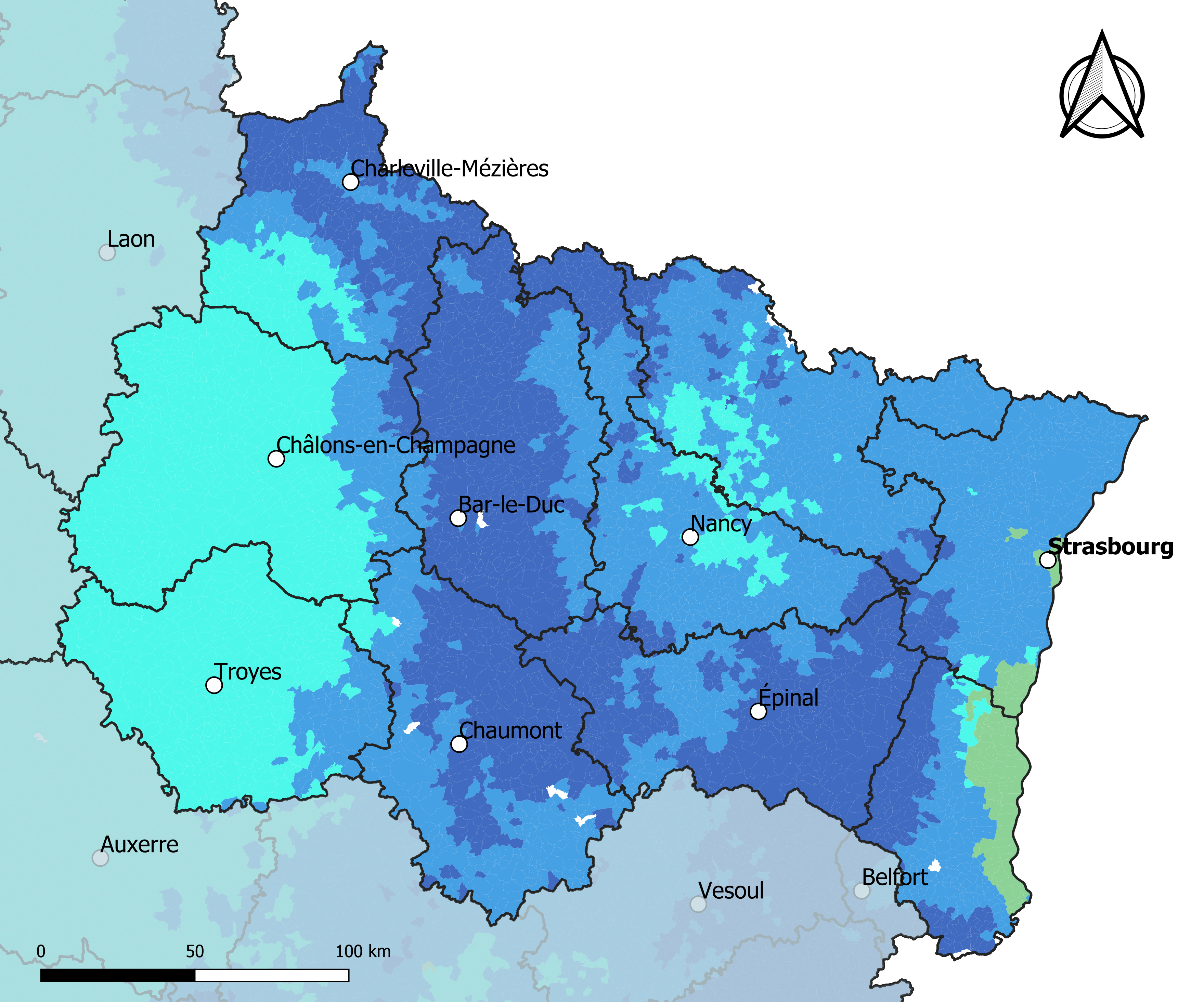
Zonage climatique de Joly et al. (2010).
1 : climats de montagne
2 : climat semi-continental et climat des marges montagnardes
3 : climat océanique dégradé des plaines du Centre et du Nord
4 : climat océanique altéré

Une étude du CNRS de 2010 réalisée par Daniel Joly, Thierry Brossard, Hervé Cardot, Jean Cavailhes, Mohamed Hilal et Pierre Wavresky a permis de classer les climats de métropole en huit grands types. Partant des mesures stationnelles de précipitation et de température mises à disposition par Météo-France, un jeu de 14 variables intégrant une série temporelle de 30 ans (1971-2000) est défini pour caractériser les climats et leurs modalités distinctives de variation. Une méthode originale dite d’interpolation locale permet de reconstituer les champs spatiaux continus des variables en question et de les exprimer sous forme de couches d’information gérables par SIG. Il en a résulté 8 types de climats. Le climat normand est composé de trois ensembles climatiques distincts :  à l'ouest, un climat dit « océanique franc ». En allant davantage vers l'intérieur des terres, on voit apparaitre une entité dite de « climat océanique altéré ». A l’extrême est, on parlera d’un « climat océanique dégradé des plaines du Centre et du Nord. ».
 Le climat océanique franc est caractérisé par des températures moyennes et très homothermes : l’amplitude annuelle (moins de 13°C d’écart entre juillet et janvier), le nombre de jours froids (moins de 4) et chauds (moins de 4) et la variabilité interannuelle sont minimaux. Les précipitations sont annuellement abondantes (un peu plus de 1000 mm) et fréquentes en hiver (plus de 13 jours en janvier). L’été est également pluvieux (8-9 jours en juillet) mais les cumuls sont réduits.
 Le climat océanique altéré constitue une transition entre l’océanique franc (type 5) et l’océanique dégradé (type 3). La température moyenne annuelle est assez élevée (12,5 °C) avec un nombre de jours froids faible (entre 4 et 8 par an) et chauds soutenu (entre 15 et 23 par an). L’amplitude thermique annuelle (juillet-janvier) est proche du minimum et la variabilité interannuelle moyenne. Les précipitations, moyennes en cumul annuel (800-900 mm) tombent surtout l’hiver, l’été étant assez sec ;
 Le climat océanique dégradé des plaines du Centre et du Nord reste océanique mais avec de belles dégradations. Les températures sont intermédiaires (environ 11°C en moyenne annuelle, entre 8 et 14 jours avec une température inférieure à -5°C). Les précipitations sont faibles (moins de 700 mm de cumul annuel), surtout en été, mais les pluies tombent en moyenne sur 12 jours en janvier et sur 8 en juillet, valeurs moyennes rapportées à l’ensemble français ;

### Zonages de Météo-France (2020)
L’étalement du relief et l’éloignement de la mer du Grand Est donnent un gradient climatique ouest-est d’océanique à continental ou sub-continental, submontagnard dans les Ardennes et la Haute-Marne et montagnard dans le massif vosgien. Les étés sont plutôt chauds et les hivers froids voire rigoureux, souvent enneigés. Avec une température moyenne de 10-11°C (qui peut s’abaisser jusqu’à 5°C dans les Vosges), l’amplitude thermique oscille d’environ 2°C (moyenne hivernale) à 18-19°C (moyenne estivale). Le régime de précipitation, plutôt moyen dans l’ensemble (environ 700 mm/an) est plus modéré à l’ouest et à l’est. Le massif des Vosges est quant à lui très sujet aux précipitations (jusque 2000 à 2200 mm/an).
|  |  |

## Paramètres climatiques

### Température
L’évolution de température observée en Grand Est depuis le milieu du XXe siècle est cohérente avec celle observée en France métropolitaine. Quatre éléments méritent d’être soulignés :
- L’augmentation tendancielle de température très significative sur sur la période 1959-2014, pour les neuf sites étudiés varie de + 0,28 à + 0.38 °C par décennie, révélant un gradient ouest-est du réchauffement climatique global.
- Les fortes variations de température d’une année à l’autre (variabilité dite interannuelle) sont fréquemment supérieures à la variation tendancielle sur le long terme, perturbant ainsi la perception de la tendance.
- Les variations d'ampleur intermédiaire (la moyenne glissante sur 11 ans) entre groupes de quelques années (variabilité dite interdécennale) sont liées aux mécanismes climatiques à l’échelle planétaire et à leur inertie, et leur amplitude peut atteindre 1°C.
- L’augmentation tendancielle des températures depuis 55 ans (+ 0,33 °C par décennie) est trois fois plus forte que celle observée sur l’ensemble du XXe siècle (+ 0,1°C par décennie au niveau national), illustrant ainsi l’accélération du réchauffement observée depuis le milieu du XXe siècle et plus encore depuis le début des années 1980.

### Paramètres des stations météorologiques historiques
Par station historique, il convient d'entendre une station qui permet de connaître trois normales climatiques consécutives (1971-2000, 1981-2010 et 1990-2020) sur Infoclimat. Il existe treize stations historiques dans la région.
| Département        | Stations             | Températures            | Températures         | Températures          | Ensoleilmt | Précipitations | Précipitations        | Précipitations | Précipitations |
| Département        | Stations             | moy moyenne (1991-2020) | maxi extrême         | mini extrême          | Ensoleilmt | Cumul moyen    | Max en 24 h           | Max en 5 j     | Moy > 1 mm     |
| ------------------ | -------------------- | ----------------------- | -------------------- | --------------------- | ---------- | -------------- | --------------------- | -------------- | -------------- |
| Ardennes           | Charleville-Mézières | 10,0                    | 39,2 (25 juil. 2019) | -17,5 (01 janv. 1997) | 1575.6     | 928,4          | 69,9 (28 juin 2011)   | 130,0 (janv.)  | 6,4            |
| Aube               | Troyes-Barberey      | 11,3                    | 41,8 (25 juil. 2019) | -23,0 (17 janv. 1985) | 1851.5     | 644,6          | 57,9 (2 mars 1982)    | 88,1 (mai)     | 5,2            |
| Bas-Rhin           | Strasbourg-Entzheim  | 11,4                    | 38,9 (25 juil. 2019) | -23,6 (23 janv. 1942) | 1747.3     | 635,7          | 66,3 (20 juil. 2014)  | 121,6 (sept.)  | 5,4            |
| Haute-Marne        | Langres              | 10,2                    | 38,8 (25 juil. 2019) | -21,2 (02 fev. 1956)  | 1747.6     | 896,1          | 108,0 (31 juil. 1992) | 139,3 (juin)   | 6,5            |
| Haute-Marne        | Saint-Dizier         | 11,6                    | 41,4 (25 juil. 2019) | -22,5 (14 fev. 1956)  | 1776.2     | 794,5          | 100,0 (11 sept. 2005) | 115,2 (août)   | 5,7            |
| Haut-Rhin          | Colmar-Meyenheim     | 11,3                    | 40,9 (13 août 2003)  | -24,8 (27 fev. 1986)  | 1834.2     | 595,0          | 90,9 (8 janv. 1979)   | 172,2 (mai)    | 5,1            |
| Haut-Rhin          | Bale-Mulhouse        | 11,1                    | 39,1 (13 août 2003)  | -23,5 (06 janv. 1985) | 1819.3     | 764,3          | 58,9 (16 fev. 1978)   | 108,9 (juil.)  | 5,9            |
| Marne              | Reims-Courcy         | 10,8                    | 39,3 (12 août 2003)  | -21,7 (16 janv. 1985) | 1671.1     | 612,7          | 85,1 (5 nov. 1973)    | 98,6 (juil.)   | 5,2            |
| Meurthe-et-Moselle | Nancy-Ochey          | 10,5                    | 39,6 (25 juil. 2019) | -21,1 (7 janv. 1985)  | 0.5        | 810,4          | 180,1 (15 juil. 1984) | 195,1 (juil.)  | 6,1            |
| Meurthe-et-Moselle | Toul - Rosières      | 10,3                    | 37,0 (21 juil. 1995) | -17,8 (9 janv. 1985)  | 0          | 153,3          | 99,0 (26 dec. 1984)   | 157,9 (nov.)   | 4,4            |
| Meurthe-et-Moselle | Nancy-Essey          | 11,0                    | 40,1 (24 juil. 2019) | -24,8 (21 fev. 1956)  | 1708.4     | 746,3          | 103,0 (21 mai 2012)   | 133,8 (mai)    | 5,6            |
| Moselle            | Metz-Frescaty        | 11,1                    | 39,7 (25 juil. 2019) | -23,2 (17 fev. 1956)  | 1535.4     | 713,5          | 263,9 (17 juil. 1976) | 264,4 (juil.)  | 5,3            |
| Vosges             | Épinal               | 10,0                    | 37,2 (9 août 2003)   | -18,6 (12 janv. 1987) | 1699.8     | 571,1          | 103,1 (9 avr. 1987)   | 140,9 (sept.)  | 6,4            |

## Événements météorologiques exceptionnels

### Événements historiques

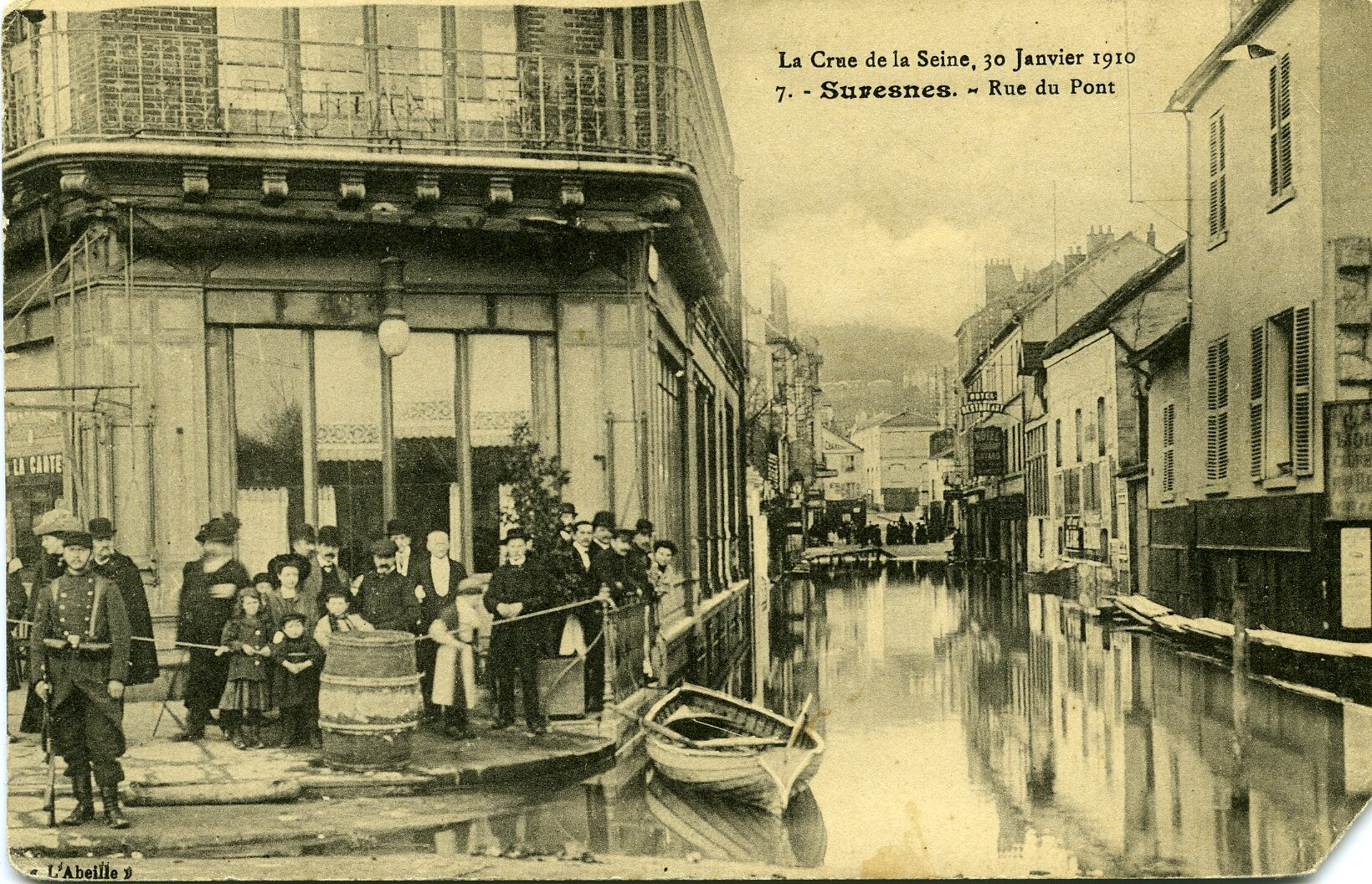
Suresnes, la rue du Pont inondée lors de la crue de 1910.

18 janvier 1910 - Crue historique de la Seine (et plus généralement dans le nord et l’est) - C’est "la" dernière crue majeure de la Seine à Paris. Si on prend en considération la crue des affluents du Rhin et du Doubs, l’évènement a touché une grande partie de la moitié nord de la France (plus de détails en fin d’article).
18 décembre 1919 - Inondations en Alsace et en Lorraine - L’Alsace a subi, à la fin de 1919, de graves dommages causés par les inondations : les vallées de l’Ill et de ses affluents, celle de la Bruche, notamment, furent particulièrement éprouvées.
Janvier 1924 - Crue de la Seine - Un automne 1923 très pluvieux et de fortes précipitations en fin d’année provoquent une importante crue de la Seine en janvier 1924.
30 décembre 1947 - Inondations dans l’est de la France - Des pluies abondantes fin décembre 1947 provoquent d’importantes crues et inondations sur l’est de la France. Cet épisode survient peu avant les inondations du 13 au 15 janvier 1948 qui toucheront le même secteur géographique.
Janvier 1955 - Crue de la Seine - Une ampleur comparable à celle de janvier 1924, même si la cote maximale observée à Paris-Austerlitz le 23 est légèrement plus faible, avec 7,10 m. Cette valeur la classe au 3ème rang depuis le début du XXe siècle. Janvier 1910 demeure la crue de référence.
Janvier 1959 - Crue de la Seine - Avec une cote maximale de 6,20 m mesurée à la station de Paris-Austerlitz le 19, la crue de la Seine de janvier 1959 est la plus importante observée au cours de la seconde moitié du XXe siècle.
14 janvier 1982 - Crue de la Seine - Une importante crue de la Seine en janvier 1982 résulte des effets cumulés d’un automne très humide suivi d’un début d’hiver remarquablement pluvieux.
Avril 1983 - De très fortes pluies sur le nord-est de la France - Une telle pluviométrie constitue un événement rare à cette époque de l’année.
12 février 1990 - Inondations dans l’est de la France - De fortes pluies associées à la fonte des neiges provoquent d’importantes inondations. Le Rhône connaît un débit important dans sa partie amont.
Hiver 1993-1994 - Crues de grande ampleur de l’Oise et de la Marne - Des précipitations exceptionnelles de septembre 1993 à janvier 1994 provoquent des crues remarquables de l’Oise et de la Marne.
22 janvier 1995 - Crues dramatiques sur le bassin de la Meuse - Du 21 au 29 janvier 1995 de fortes précipitations touchent le nord-est de la France provoquant d’importantes crues sur le bassin de la Meuse. 
28 octobre 1998 - Inondations dans le nord de la France - De fortes précipitations touchent le nord de la France au mois d’octobre 1998, essentiellement du 23 au 31.

### Années 2000
27 mars 2001 - Inondations dans le Nord-Est - La pluviométrie du mois de mars 2001 est tout à fait exceptionnelle sur le nord-est de la France. Dans tous les départements, des records ont été battus. Les cumuls mensuels sont au moins deux fois supérieurs aux normales.
4 au 7 juillet 2001 - De très forts orages traversent la France - L’événement orageux traverse la France du Sud-Ouest au Nord-Est. De très fortes pluies se sont produites sur le relief des Hautes-Pyrénées le 4. Le 6, près de Strasbourg, les rafales de vent provoquent 14 victimes sous un chapiteau.
28 et 29 décembre 2001 - Fortes précipitations sur l’est de la France - De fortes précipitations ont lieu durant la nuit du 28 au 29 décembre et la journée du 29 décembre, avec une limite pluie-neige oscillant entre 800 et 1200 m.
Novembre 2002 - Fortes précipitations sur l’est de la France - Après un mois d’octobre déjà très humide sur le nord-est de la France (record de cumul mensuel de précipitations battu à Colmar), le mois de novembre 2002 s’accompagne à nouveau de pluies extrêmement abondantes.
12 au 14 août 2006 - Inondations sur le nord de la France - Elles touchent plus particulièrement le Pas-de-Calais.
17 septembre 2006 - Inondations dans le Nord-Est - La pluviosité du mois de septembre 2006 est importante sur le nord-est de la France, notamment à Colmar et Belfort où ce mois est record. C’est au cours des journées du 17 et du 24 que les plus fortes valeurs sont enregistrées. 
2 et 3 octobre 2006 - Encore de fortes pluies dans le Nord-Est - A peine 15 jours après le dernier épisode du 17 septembre, la région connait à nouveau de fortes pluies. Le Bas-Rhin et les Vosges sont "noyés" sous les eaux.
20 et 21 juin 2007 - Violents orages sur le Nord-Est - Les 20 et 21 juin 2007, des orages accompagnés de forte pluie et d’importantes chutes de grêle ont touché le Haut-Rhin et le Doubs.

### Années 2010
15 août 2010 - Fortes précipitations sur le nord-est de la France - Les 15 et 16 août une perturbation très active a donné des précipitations exceptionnelles sur l’ouest de la Lorraine, la Champagne-Ardennes et l’est de la Picardie.
28 juin 2011 - Orage sur Charleville Mézières - Un orage violent accompagné de pluies intenses et de fortes rafales de vent s’est abattu sur Charleville Mézières le 28 juin 2011.
21 mai 2012 - Orage violent sur Nancy - Le 21 mai 2012 de violents orages accompagnés de pluies diluviennes provoquent de lourds dégâts sur l’agglomération de Nancy.
19 juin 2013 - Violents orages sur le quart nord-est de la France - Le 19 juin 2013 plusieurs vagues orageuses remontent et touchent le quart nord-est de la France, particulièrement les régions Picardie et Champagne-Ardenne.
31 août 2015 - Violents orages sur une partie du pays - Un épisode pluvio-orageux de forte intensité balaie une grande partie de l’Hexagone autour d’un axe sud-ouest/nord-est. Il s’accompagne d’importants cumuls de précipitations et localement de violentes rafales de vent.
29 mai 2016 - Orages violents dans le Bas-Rhin - De violents orages se produisent dans le Bas-Rhin les 28 et 29 mai 2016. La commune de Zehnacher est sévèrement touchée.
7 et 8 juin 2016 - Fortes précipitations orageuses des Hauts-de-France au Grand-Est - Une masse d’air assez chaude stationnaire sur le pays est responsable du développement de cellules convectives peu mobiles. Les fortes pluies instables entraînent de nombreuses inondations des Hauts-de-France à la Champagne-Ardennes et l’Alsace.
22 au 25 juin 2016 - Orages et pluies intenses - De violents orages touchent le nord et le nord-est du pays du 22 au 25 juin 2016. Le 25 s’y ajoutent localement des pluies orageuses abondantes dans le sud-ouest.
22 juillet 2016 - Orages dévastateurs en Charente et Champagne-Ardennes - Après les fortes chaleurs du milieu du mois, une forte instabilité orageuse se développe sur le pays, surtout dans le nord mais aussi en région Sud-Oues.
13 septembre 2017 - Fortes précipitations sur le Nord-Est - Le 13 septembre 2017, en marge de la tempête "Sebastian" qui sévit sur le nord de l’Europe, un front pluvieux très actif traverse le nord de la France.
7 août 2018 - Fortes pluies orageuses sur la Haute-Marne - Le 7 août des orages accompagnés de pluie diluvienne éclatent sur la Haute-Marne.
3 juin 2019 - Fortes précipitations orageuses sur l’Alsace - Le 3 juin 2019 de forts orages accompagnés de pluies intenses ont touché l’Alsace.

### Années 2020
10 et 11 mai 2020 - Orages sur le Nord-Est - Les 10 et 11 mai 2020 des orages accompagnés localement de fortes pluies touchent le Nord-Est.
29 janvier 2021 - Fortes pluies sur le Nord-Est - Les 28 et 29 janvier 2021, le temps est doux mais agité et accompagné de fortes précipitations sur le nord-est de la France.

## Politique et planification climatiques

### Niveau national
Pour respecter les deux objectifs de l'accord de Paris sur le climat (réchauffement bien en-dessous de 2 °C et de préférence limité à 1,5 °C), une réduction forte et immédiate des émissions de CO2 est indispensable, jusqu'à atteindre la neutralité carbone, seule à même de stopper le réchauffement. Diminuer les émissions des autres gaz à effet de serre, en particulier le méthane, est également pertinent. Pour répondre à cet objectif, la France, à travers sa politique climatique, déploie différentes stratégies d'atténuation et d'adaptation), avec des objectifs spécifiques comme la réduction des émissions de gaz à effet de serre de 50 % entre 1990 et 2030 (20 % en 2019) ou la réduction de la consommation énergétique finale de 50 % en 2050 par rapport à la référence 2012 en visant un objectif intermédiaire de 20 % en 2030. La traduction des engagements de la France sur le climat et l'énergie se décline en différents documents de planification aux niveaux régional et local.

### Niveau régional
Les régions sont des acteurs clés dans la lutte contre le changement climatique. Elles ont un rôle important à jouer dans l’adaptation et l’atténuation du changement climatique. 

#### SRADDET, schéma régional d'aménagement durable
L’élaboration d’un schéma régional d'aménagement, de développement durable et d'égalité des territoires (SRADDET) est confiée à la région par l’article 10 de la loi portant nouvelle organisation territoriale de la République (NOTRe) du 7 août 2015. Dans ce cadre, le conseil régional du Grand Est adopte le 22 novembre 2019 le projet de SRADDET Grand Est, qui est ensuite approuvé par le Préfet de région le 24 janvier 2020,. Une modification du document est lancée en mars 2022 afin de le mettre en conformité avec la loi Climat et Résilience, qui introduit le principe du « Zéro artificialisation nette » (ZAN) dans les documents de planification, la loi anti-gaspillage pour une économie circulaire (qui lutte notamment contre les dépôts sauvages et la prolifération des plastiques) et la loi d'orientation des mobilités (qui renforce par exemple les mobilités cyclables),.

#### GRACC, Groupe régional d’adaptation au changement climatique en Grand Est
Un groupe régional de « personnes ressources » sur l’adaptation au changement climatique (GRACC) a été constitué depuis 2019. Il a pour objectif de faire émerger et d’accompagner des projets d’adaptation au changement climatique de qualité sur les territoires en favorisant une approche transversale et multipartenariale. Piloté par la Région, l'ADEME et la DREAL, il se réunit deux fois par an et rassemble une trentaine de structures partenaires : AtMO Grand Est, Météo France, Agences de l’eau Rhin-Meuse et Seine-Normandie, le CEREMA, la DRAAF, l’ONF, l’Office français de la biodiversité (OFB), Institut national de la recherche agronomique (INRAE), Institut national des sciences appliquées de Strasbourg (INSA), l’ARS, des agences d’urbanisme, des DDT, une CCI, la Chambre d’agriculture, FIBOIS….

### Niveau local

#### SCOT
Les lois Grenelle de 2009 et 2010 ont renforcé le rôle des schémas de cohérence territoriale (SCoT), en étendant leurs moyens d’actions dans de nombreux domaines (consommation d'espace, continuités écologiques, commerce, mais aussi air, énergie et climat). YY SCOT sont approuvés ou en cours d'élaboration dans le Grand Est au 31 décembre 2022.

#### PCAET
Instaurés par la loi relative à la transition énergétique pour la croissance verte du 17 août 2015, les plans climat-air-énergie territorial (PCAET) sont définis à l’article L. 229-26 du code de l'environnement. Ils sont obligatoires pour les établissements publics de coopération intercommunale (EPCI) à fiscalité propre de plus de 20 000 habitants. Les EPCI de moins de 20 000 habitants peuvent s’ils le souhaitent élaborer des PCAET volontaires. Chaque PCAET doit être mis à jour tous les 6 ans et faire l’objet d’un bilan à mi-parcours au bout de 3 ans.
En août 2023, 150 PCAET étaient adoptés ou en cours d'élaboration, dont 77 obligatoires, 53 non obligatoires et 20 volontaires,
| Département | Intercommunalités (O) : PCAET obligatoire, (NO) : PCAET non obligatoire, (V) : PCAET volontaire CA : communauté d'agglomération, CU : communauté urbaine, CC : communauté de communes. |
| ----------- | --- |
| 08          | CA Ardenne Métropole (O) - CC Ardenne, Rives de Meuse (O) - CC des Crêtes Préardennaises (O) - CC des Portes du Luxembourg (O) - CC du Pays Rethélois (O) - CC Vallées et Plateau d'Ardenne (O) - CC Ardennes Thiérache (V) - CC de l'Argonne Ardennaise (NO) |
| 10          | CA Troyes Champagne Métropole (O) - CC d'Arcis, Mailly, Ramerupt (NO) - CC de la Région de Bar sur Aube (NO) - CC de l'Orvin et de l'Ardusson (NO) - CC de Vendeuvre-Soulaines (NO) - CC des Lacs de Champagne (NO) - CC des Portes de Romilly sur Seine (NO) - CC du Barséquanais en Champagne (NO) - CC du Chaourçois et du Val d'Armance (NO) - CC du Nogentais (NO) - CC du Pays d'Othe (NO) - CC Forêts, Lacs, Terres en Champagne (NO) - CC Seine et Aube (NO) |
| 51          | CA de Châlons-en-Champagne (O) - CA Epernay, Coteaux et Plaine de Champagne (O) - CC de Sézanne-Sud Ouest Marnais (O) - CC de Vitry, Champagne et Der (O) - CC des Paysages de la Champagne (O) - CU du Grand Reims (O) - CC Côtes de Champagne et Val de Saulx (NO) - CC de la Grande Vallée de la Marne (NO) - CC de la Moivre à la Coole (NO) - CC de la Région de Suippes (NO) - CC de l'Argonne Champenoise (NO) - CC Perthois-Bocage et Der (NO) - CC de la Brie Champenoise (V) - CC du Sud Marnais (V) |
| 52          | CA de Chaumont (O) - CA de Saint-Dizier Der et Blaise (O) - CC du Grand Langres (O) - CC d'Auberive Vingeanne et Montsaugeonnais (NO) - CC des Savoir-Faire (NO) - CC des Trois Forêts (NO) - CC du Bassin de Joinville en Champagne (NO) - CC Meuse Rognon (NO) - |
| 54          | CA de Longwy (O) - CC Coeur du Pays Haut (O) - CC des Pays du Sel et du Vermois (O) - CC du Bassin de Pompey (O) - CC du Bassin de Pont-à-Mousson (O) - CC du Territoire de Lunéville à Baccarat (O) - CC Mad et Moselle (O) - CC Moselle et Madon (O) - CC Orne Lorraine Confluences (O) - CC Terres Touloises (O) - Métropole du Grand Nancy (O) - CC de Seille et Grand Couronné (NO) - CC de Vezouze en Piémont (NO) - CC du Pays du Sanon (NO) - CC Meurthe Mortagne Moselle (NO) - CC Terre Lorraine du Longuyonnais (NO) - CC du Pays de Colombey et du Sud Toulois (V) - CC du Pays du Saintois (V) |
| 55          | CA de Bar-le-Duc - Sud Meuse (O) - CA du Grand Verdun (O) - CC de Commercy - Void - Vaucouleurs (O) - CC Argonne-Meuse (NO) - CC Côtes de Meuse Woëvre (NO) - CC de Damvillers Spincourt (NO) - CC de l'Aire à l'Argonne (NO) - CC du Pays de Montmédy (NO) - CC du Pays de Stenay et du Val Dunois (NO) - CC du Pays d'Etain (NO) - CC du Sammiellois (NO) - CC du Territoire de Fresnes en Woëvre (NO) - CC Val de Meuse - Voie Sacrée (NO) - CC des Portes de Meuse (V) - CC du Pays de Revigny-sur-Ornain (V) - |
| 57          | CA de Forbach Porte de France (O) - CA du Val de Fensch (O) - CA Portes de France-Thionville (O) - CA Saint-Avold Synergie (O) - CA Sarreguemines Confluences (O) - CC Bouzonvillois-Trois Frontières (O) - CC de Cattenom et Environs (O) - CC de Freyming-Merlebach (O) - CC de l'Arc Mosellan (O) - CC du District Urbain de Faulquemont (DUF) (O) - CC du Pays de Bitche (O) - CC du Pays Haut Val d'Alzette (O) - CC du Pays Orne Moselle (O) - CC du Saulnois (O) - CC Houve-Pays Boulageois (O) - CC Rives de Moselle (O) - CC Sarrebourg Moselle Sud (O) - Metz Métropole (O) - CC du Pays de Phalsbourg (NO) - CC du Sud Messin (NO) - CC du Warndt (NO) - CC Haut Chemin-Pays de Pange (V) |
| 67          | CA de Haguenau (O) - CC de Hanau-La Petite Pierre (O) - CC de la Mossig et du Vignoble (O) - CC de la Région de Molsheim-Mutzig (O) - CC de la Vallée de la Bruche (O) - CC de l'Alsace Bossue (O) - CC de Sélestat (O) - CC du Canton d'Erstein (O) - CC du Kochersberg (O) - CC du Pays de Barr (O) - CC du Pays de Niederbronn-les-Bains (O) - CC du Pays de Saverne (O) - CC du Pays Rhénan (O) - CC du Ried de Marckolsheim (O) - Eurométropole de Strasbourg (O) - CC de la Plaine du Rhin (NO) - CC du Pays de la Zorn (NO) - CC de la Basse-Zorn (V) - CC de la Vallée de Villé (V) - CC de l'Outre-Forêt (V) - CC des Portes de Rosheim (V) - CC du Pays de Sainte-Odile (V) - CC du Pays de Wissembourg (V) - CC Sauer-Pechelbronn (V) |
| 68          | CA Colmar Agglomération (O) - CA Mulhouse Alsace Agglomération (O) - CA Saint-Louis Agglomération (O) - CC de la Région de Guebwiller (O) - CC de Thann-Cernay (O) - CC Pays Rhin - Brisach (O) - CC Sud Alsace Largue (O) - CC Sundgau (O) - CC de la Vallée de Kaysersberg (NO) - CC de la Vallée de la Doller et du Soultzbach (NO) - CC de la Vallée de Munster (NO) - CC de la Vallée de Saint-Amarin (NO) - CC du Pays de Ribeauvillé (NO) - CC du Centre du Haut-Rhin (V) - CC du Pays de Rouffach, Vignobles et Châteaux (V) - CC du Val d'Argent (V) - CA de Saint-Dié-des-Vosges (O) - CA d'Epinal (O) - CC de la Porte des Vosges Méridionales (O) - CC de l'Ouest Vosgien (O) - CC de Mirecourt Dompaire (O) - CC des Hautes Vosges (O) - CC Bruyères-Vallons des Vosges (NO) - CC de la Région de Rambervillers (NO) - CC des Vosges côté Sud Ouest (NO) - CC Terre d'Eau (NO) - CC des Ballons des Hautes-Vosges (V) - CC Gérardmer Hautes Vosges (V) |

#### PLU
Les Plans locaux d'urbanisme (PLU) et PLU intercommunaux doivent être compatibles le PCAET (et non plus simplement le prendre en compte comme c'était le cas jusqu'au 1er avril 2021).